# بیکاری جوانان

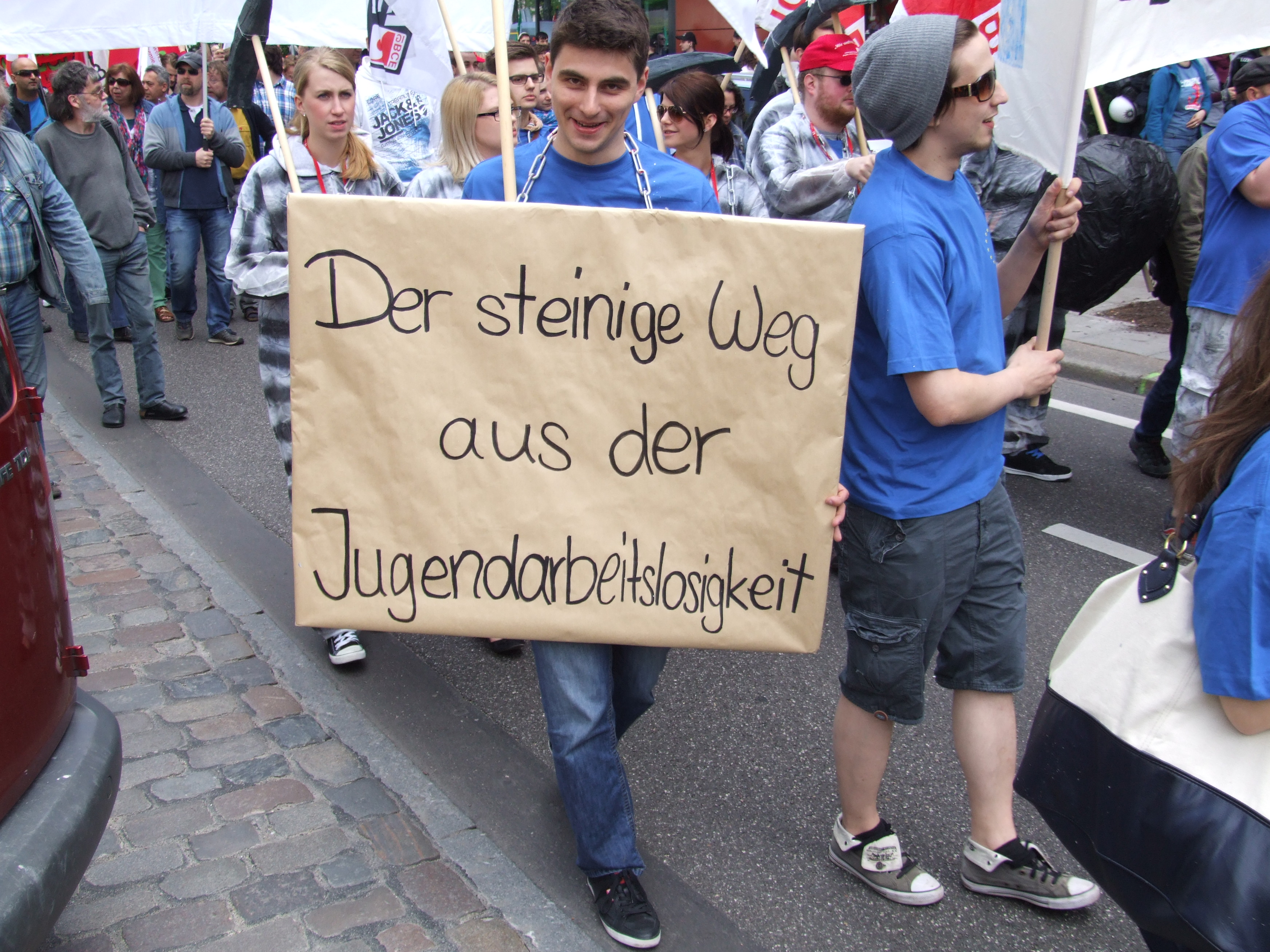
اعتراض جوانان به بیکاری جوانان در هامبورگ

بیکاری جوانان وضعیت جوانانی است که به دنبال شغل هستند اما نمی‌توانند شغلی بیابند. بیکاری جوانان یک پدیده پیچیده می‌باشد. محدوده سنی جوانی توسط سازمان ملل متحد بین ۱۵ تا ۲۴ سالگی تعریف شده‌است. بیکار به کسی گفته می‌شود که شغلی ندارد اما فعالانه به دنبال آن است. برای واجد شرایط بودن به عنوان بیکار برای اندازه‌گیری رسمی و آماری، فرد باید بدون شغل، مایل و قادر به کار، در «سن کاری» رسمی تعیین شده (اغلب از نوجوانی تا اواسط ۶۰ سالگی) و به‌طور فعال به دنبال یک موقعیت شغلی باشد. نرخ بیکاری جوانان در همه کشورهای جهان بیشتر از نرخ بیکاری بزرگسالان است.
بیکاری جوانان تا حد زیادی به عنوان یکی از کاتالیزگرهای اصلی یا حتی اصلی‌ترین عامل در انقلاب، تحولات سیاسی و اجتماعی، و تنش نسبت به نظام‌ها و دولت‌ها توصیف شده‌است. بیکاری جوانان از لحاظ تاریخی با تحولات و تغییر یا سرنگونی تشکیلات سیاسی و تغییرات اجتماعی توده‌ای همراه بوده‌است، درگیری‌هایی مانند بهار عربی، جنگ داخلی روسیه و انقلاب فرانسه همگی عمدتاً ناشی از بیکاری گسترده جوانان بوده‌اند.

## پیش‌زمینه

نرخ بیکاری جوانان در کشورهای عضو در سازمان همکاری و توسعه اقتصادی (سن ۱۵ تا 24)

۱٫۲ میلیارد جوان بین ۱۵ تا ۲۴ ساله در جهان وجود دارد که ۱۷ درصد از جمعیت جهان را تشکیل می‌دهند. ۸۷ درصد از آنها در کشورهای در حال توسعه زندگی می‌کنند. محدوده سنی تعریف شده توسط سازمان ملل به دوره ای می‌پردازد که تحصیلات اجباری تا سن ۲۴ سالگی به پایان می‌رسد این تعریف بحث‌برانگیز است زیرا نه تنها بر آمار بیکاری تأثیر می‌گذارد، بلکه نقش مهمی در راه حل‌های هدفمند طراحی شده توسط سیاست گذاران در جهان را ایفا می‌کند.
دو بحث اصلی امروزه در جریان است. اولاً، تعریف محدوده سنی جوانان آنقدرها که به نظر می‌رسد واضح نیست. دو دیدگاه نظری بر این بحث غالب بوده‌است. جوانی را می‌توان به عنوان مرحله ای از زندگی بین نوجوانی و بزرگسالی یا به عنوان یک گروه ساخته شده اجتماعی با خرده فرهنگ خاص خود در نظر گرفت که ایجاد محدوده سنی قابل مقایسه بین کشورها را دشوار می‌کند. ثانیاً، تعریف بیکاری خود منجر به عدم احتساب تعدادی از جوانان بیکار می‌شود. کسانی که شغل ندارند و فعالانه به دنبال کار نیستند - اغلب زنان از منظر کاری غیرفعال در نظر گرفته می‌شوند و بنابراین در آمار بیکاری حذف می‌شوند و گنجاندن و شامل نمودن آنها به میزان قابل توجهی نرخ بیکاری را افزایش می‌دهد.

## علل بیکاری جوانان
دلایل متعدد و پیچیده‌ای در پس بیکاری جوانان وجود دارد. در این میان، کیفیت و کاربرد آموزش، بازار کار و مقررات انعطاف‌ناپذیر که به نوبه خود وضعیت نیازمند بودن به کمک و وابستگی را ایجاد می‌کند، علل اصلی مورد بحث است.

### از آموزش تا اشتغال: بحران مهارت
کیفیت و کاربرد آموزش اغلب به عنوان اولین علت اصلی بیکاری جوانان در نظر گرفته می‌شود. در سال ۲۰۱۰، در ۲۵ کشور از ۲۷ کشور توسعه یافته، بالاترین نرخ بیکاری در میان افراد با تحصیلات ابتدایی یا کمتر بود با این حال، تحصیلات عالی شغل مناسبی را تضمین نمی‌کند. به عنوان مثال، در تونس، ۴۰ درصد از فارغ التحصیلان دانشگاهی در مقابل ۲۴ درصد غیر فارغ التحصیلان بیکار هستند. این امر به ویژه بر زنان جوان با تحصیلات عالی تأثیر می‌گذارد. در ترکیه نرخ بیکاری در بین زنان تحصیل کرده دانشگاهی بیش از ۳ برابر مردان تحصیل کرده دانشگاهی، در ایران و امارات نزدیک به ۳ برابر و در عربستان سعودی ۸ برابر است.
فراتر از لزوم تضمین دسترسی آموزش به همه، آموزش به اندازه کافی متناسب با نیازهای بازار کار نیست و به نوبه خود منجر به دو پیامد می‌شود: ناتوانی جوانان در یافتن شغل و ناتوانی کارفرمایان در استخدام مهارت‌های مورد نیاز. این شرایط همراه با بحران اقتصادی و عدم ایجاد شغل کافی در بسیاری از کشورها، منجر به نرخ بالای بیکاری در سراسر جهان و توسعه «بحران مهارتی» شده‌است. نظرسنجی‌ها نشان می‌دهد که نیمی از تمام مشاغل دارای موقعیت‌های بازی هستند که در آن کارفرما به دنبال فردی مناسب است که یافت نمی‌شود. یک نظرسنجی جهانی نشان داد که بیش از ۵۵ درصد از کارفرمایان در سراسر جهان معتقدند که یک «بحران مهارتی» وجود دارد، زیرا مشاغل شاهد عدم تطابق فزاینده بین مهارت‌هایی که دانش آموزان در سیستم آموزشی می‌آموزند و مهارت‌های مورد نیاز در محیط کار هستند. برای بسیاری از دولت‌ها، یک سؤال کلیدی این است که چگونه می‌توانند این شکاف را پر کنند و اطمینان حاصل کنند که جوانان به مهارت‌هایی که کارفرمایان به دنبال آن هستند مجهز شده‌اند.

### بازارهای کار و نقش مقررات
اشکال کاری موقت مانند کارآموزی، مشاغل فصلی و قراردادهای کوتاه مدت، کارگران جوان را در موقعیت‌های مخاطره آمیزی قرار داده‌است. از آنجایی که مشاغل آنها قراردادهای موقت است، جوانان اغلب اولین کسانی هستند که در صورت کوچک شدن شرکت‌ها از کار اخراج می‌شوند. جوانان معمولاً واجد شرایط پرداخت کمک کننده‌ای در صورت اخراج نیستند زیرا آنها فقط برای مدت کوتاهی با یک شرکت کار کرده‌اند. هنگامی که اولین کار جوانان به پایان می‌رسد، بسیاری خود را بیکار و در جستجوی شغل محروم می‌بینند. با این حال، برخی از جوانان به صورت پاره وقت در طول تحصیلات عالی وارد کار می‌شوند. این میزان در کشورهایی مانند ایتالیا، اسپانیا و فرانسه پایین است، اما در ایالات متحده تقریباً یک سوم دانش آموزان تحصیل و کار را با هم ترکیب می‌کنند.
در ایالات متحده مشروعیت دوره‌های کارآموزی زیر سؤال رفته‌است. هدف از کارآموزی این است که به دانشجویان یا فارغ التحصیلان جدید اجازه دهد تا تجربه کاری و توصیه نامه ای را برای اضافه کردن به رزومه تحصیلی خود کسب کنند. با این حال، بسیاری از کارآموزان شکایت کرده‌اند که به جای یادگیری دانش و مهارت‌های مهم، صرفاً کارهای اولیه بی کاربردی را در محیط کارآموزی انجام می‌دهند. اینکه آیا این موقعیت‌های کارآموزی اکنون قوانین فدرال را که برای اداره برنامه‌هایی مانند کارآموزی وجود دارد را نقض می‌کنند یا خیر، باید دید. با این حال، به نظر می‌رسد کارآموزی تنها جایگزین مناسب برای کاریابی برای افراد جوان باشد. با رشد اندک یا بدون رشد شغلی، نرخ بیکاری در میان کسانی که تازه از دانشگاه خارج شده‌اند و در انتهای دوره بعدی طیف جوانان ۱۵ تا ۲۴ ساله تقریباً ۱۳٫۲٪ از آوریل ۲۰۱۲ است.

### کمک مالی و وابستگی

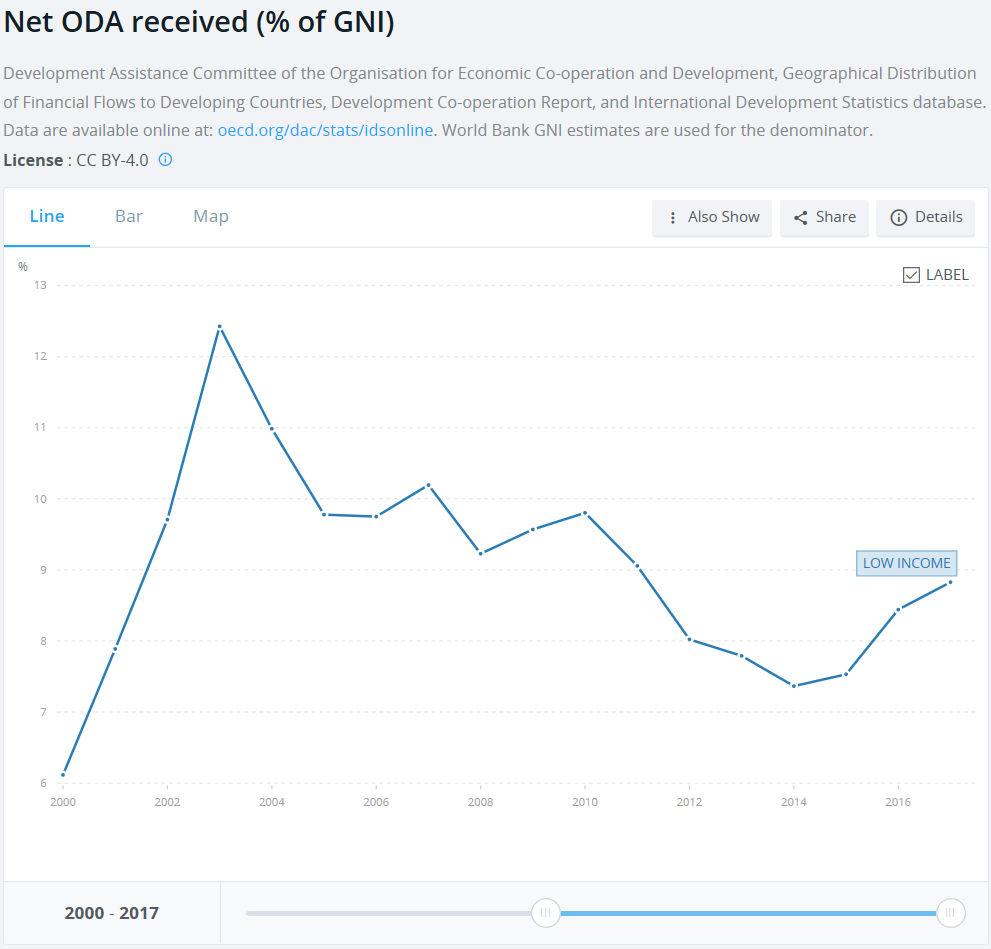
روند وابستگی به کمک مالی در کشورهای کم درآمد

بسیاری از کشورهای جهان برای حمایت از جوانان بیکار تا زمانی که بازار کار و شرایط اقتصادی بهبود یابد، کمک‌های درآمدی ارائه می‌کنند. اگرچه این حمایت از نظر کاریابی و آموزش فعال به تعهداتی از جانب جوانان مربوط می‌شود، اما به بحثی در مورد ایجاد وابستگی در بین جوانان و تأثیر مخرب بر آنها منجر شده‌است. در سپتامبر ۲۰۱۴، دیوید کامرون اعلام کرد که مزایای اقتصادی مسکن و اشتغال برای جوانان ۱۸ تا ۲۱ ساله را بین ۳۰۰۰ پوند تا 23000 کاهش می‌دهد تا وابستگی به کمک‌های دولتی کاهش یابد و بودجه را به برنامه‌های هدفمند برای افزایش یادگیری و آموزش و ایجاد فرصت‌های بیشتر هدایت کند.

## مطالعات موردی
تجارب فردی از بیکاری جوانان از کشوری به کشور دیگر متفاوت است. تعاریف جوانان همچنین می‌تواند از کشوری به کشور دیگر متفاوت باشد، بنابراین بررسی کشورهای خاص بینش بیشتری در مورد علل و پیامدهای بیکاری جوانان می‌دهد.

### ارمنستان
مشاهده نرخ بسیار بالای بیکاری در میان جمعیت جوان ارمنستان (۳۴٪) جالب است، حتی اگر تعداد بسیار زیادی از جوانان ارمنی تحصیلات عالی داشته باشند. تقریباً ۹۹٪ از جمعیت تحصیلات متوسطه را به پایان رسانده‌اند و ۳۳٫۴٪ دارای تحصیلات دانشگاهی / کالج هستند. بخش قابل توجهی از بیکاران را افرادی با پایین‌ترین سطح تحصیلات تشکیل می‌دهند. با این حال، درصد بیکار در میان جوانان تحصیل کرده تر نیز بالاست. به‌طور کلی یکی از مشکلات اصلی بازار کار ارمنستان عدم تطابق بین عرضه و تقاضا است. بالا بودن بیکاری جوانان یکی از موضوعات اولویت دار در حوزه اشتغال است. در ارمنستان، نرخ بیکاری در میان جمعیت ۱۵ تا ۲۴ ساله ۳۲٫۶ درصد در سال ۲۰۱۹ بود. بر اساس این نظرسنجی ۶۴٫۶ درصد از مردان جوان و ۵۲٫۳ درصد از زنان ۱۹ تا ۲۵ ساله شاغل هستند. این مطالعه همچنین نشان می‌دهد که جوانان کمتر درگیر صنعت و تولید مواد شیمیایی هستند، اگرچه تقاضا برای جوانان در آن حوزه‌ها وجود دارد.
- نرخ بیکاری در ارمنستان در ژوئن ۲۰۲۲ از مارس ۲۰۲۲ به ۱۳٫۰۰٪ کاهش یافت[۲۵]
- نرخ بیکاری سه‌ماهه به روز شده برای ارمنستان دارای میانگین نرخ ۱۷٫۴۰٪ است و از مارس ۲۰۰۸ تا ژوئن ۲۰۲۲ در دسترس است.
- این اطلاعات در مارس ۲۰۱۹ به ۲۱٫۱۰ درصد رسید و در ژوئن ۲۰۲۲ به پایین‌ترین حد خود یعنی ۱۳٫۰۰ درصد رسید.

کمیته آماری جمهوری ارمنستان این داده‌ها را گزارش می‌کند.

### اتحادیه اروپا
به دلیل رکود اقتصادی بزرگ در اروپا، در سال ۲۰۰۹، تنها ۱۵ درصد از مردان و ۱۰ درصد از زنان بین سنین ۱۶ تا ۱۹ سال به‌طور تمام وقت مشغول به کار بودند. نرخ اشتغال جوانان در اتحادیه اروپا در نیمه اول سال ۲۰۱۱ به کمترین میزان خود یعنی ۳۲٫۹ درصد رسید از میان کشورهای اتحادیه اروپا، آلمان با نرخ پایین ۷٫۹ درصدی پایین‌ترین آمار بیکاری را دارد. برخی از منتقدان معتقدند که کاهش بیکاری جوانان حتی قبل از رکود اقتصادی در کشورهایی مانند یونان و اسپانیا آغاز شد.
در اکتبر ۲۰۱۹، ۳٫۲ میلیون جوان (زیر ۲۵ سال) در اتحادیه EU-28 بیکار بودند که از این تعداد ۲٫۲۶ میلیون نفر در منطقه یورو زندگی می‌کردند. نرخ بیکاری جوانان ۱۴٫۴ درصد در اتحادیه EU-28 و ۱۵٫۶ درصد در منطقه یورو بود، در حالی که در سال ۲۰۱۳ نرخ بیکاری حدود ۲۵ درصد بود. کمترین میزان در چک (۵٫۵ درصد) و آلمان (۵٫۸ درصد) مشاهده شده‌است، در حالی که بالاترین میزان در یونان (۳۳٫۱ درصد در سه‌ماهه دوم سال ۲۰۱۹)، اسپانیا (۳۲٫۸ درصد) و ایتالیا (۲۷٫۸ درصد) ثبت شده‌است.
کشورهای مختلف طرح‌های «تضمین جوانان» را با هدف بهبود بیکاری جوانان را وضع کرده‌اند.

### هند
نرخ بیکاری جوانان در سال ۲۰۰۵ میلادی حدود ۱۰ درصد بود، اما هند در طول این سال‌ها آمار قابل اعتمادی را به سازمان ملل گزارش نکرده‌است. با این حال، تعداد جوانانی که در سیستم آموزشی باقی می‌مانند و مدرک‌های اضافی دریافت می‌کنند صرفاً به این دلیل که فرصت‌های شغلی وجود ندارد، افزایش یافته‌است. این جوانان معمولاً از طبقه پایین‌تری هستند، اما می‌توانند طیف گسترده‌ای از افراد را در بین نژادها و طبقات نشان دهند. در هند، سیستم استخدام اغلب به ارتباطات یا فرصت‌های دولتی متکی است.

### ایتالیا
در منطقه یورو، تنها یونان و اسپانیا نرخ بیکاری جوانان بالاتری نسبت به ایتالیا دارند. به‌طور مشابه اسپانیا، درصد افراد ۱۵ تا ۲۴ ساله که از بازار کار کنار گذاشته شده‌اند، پس از بحران مالی ۲۰۰۷–۲۰۰۸ افزایش چشمگیری داشته‌است. بین سال‌های ۲۰۰۸ و ۲۰۱۴، بیکاری جوانان ۲۱٫۵ درصد افزایش یافت. تا آن سال، تقریباً ۴۳ درصد از جوانان از بازار کار در ایتالیا کنار گذاشته شدند. علاوه بر این، بیکاری جوانان به‌طور نابرابر در سراسر کشور توزیع شده‌است. در سه‌ماهه سوم سال ۲۰۱۴، تنها ۲۹٫۷ درصد از جوانان در شمال ایتالیا بیکار بودند. این عدد با نگاهی به جنوب ایتالیا به ۵۱٫۵ درصد افزایش می‌یابد.

### ایران
نرخ بیکاری در 19 سال گذشته در بازه 14.6 تا 7.6 درصد نوسان داشته و در پاییز سال گذشته، کمترین مقدار خود را به ثبت رساند. در زمستان 1402 نیز نرخ بیکاری بر پله 8.6 درصدی قرار گرفت که کمترین رقم ثبت‌شده از بیکاری زمستانی در 19 سال گذشته محسوب می شود. آمارهای حوزه اشتغال بیانگر این است که کاهش نرخ بیکاری و ایجاد اشتغال در دولت رئیسی رکورددار بوده است.محمود کریمی بیرانوند, معاون اشتغال وزارت کار درباره آمار بازار کار، کاهش 1.2درصدی نرخ بیکاری فارغ‌التحصیلان، کاهش هشت دهم درصدی نرخ اشتغال ناقص، کاهشی1.8 درصدی نرخ بیکاری جوانان و کاهش نرخ بیکاری در 25 استان در ایران را خبر داد. همچنین نرخ بیکاری فارغ التحصیلان کاهش بوده است و به عدد 11.8درصد رسیده است.

### افغانستان
از 1.3 میلیارد جوان در سراسر جهان، 85 درصد در کشورهای در حال توسعه و تقریبا 50 درصد در مناطق شکننده و متاثر از درگیری زندگی می کنند. در سراسر جهان، جوانان برای دستیابی به بازار کار در تلاش هستند. جوانان 25 درصد از جمعیت در سن کار جهان را تشکیل می دهند، اما بیش از 40 درصد از بیکاران را تشکیل می دهند.
میلیون ها افغان عواقب چهار دهه درگیری، فقر، فجایع مکرر و رکود اقتصادی را تحمل می کنند.از زمانی که طالبان کنترل کشور را در آگوست 2021 به دست گرفتند ، انقباض اقتصاد و کاهش سطح کمک های مالی کمک کنندگان، خطرات و نیازها را در سطح محلی افزایش داده است.

نرخ بیکاری جوانان در افغانستان در سال 2023 منتشر شده توسط آرون اونیل، 25 ژوئیه 2024:
در سال 2023، نرخ بیکاری جوانان در افغانستان 0.3 درصد (+1.69 درصد) از سال 2022 افزایش یافته است. با 18.08 درصد، نرخ بیکاری جوانان به بالاترین مقدار خود در دوره مشاهده شده رسیده است.

### ناآرامی‌های سیاسی و افزایش هزینه‌های عمومی
افزایش ناآرامی‌های سیاسی و رفتارهای ضد اجتماعی در جهان اخیراً به بیکاری جوانان نسبت داده شده‌است. در طول سال ۲۰۱۱، بیکاری جوانان به یک عامل کلیدی در دامن زدن به اعتراضات در سراسر جهان تبدیل شد. در عرض دوازده ماه، چهار نظام سیاسی (تونس، مصر، لیبی، یمن) در جهان عرب در پی اعتراضات به رهبری جوانان سقوط کردند. شورش‌ها و اعتراضات به‌طور مشابه تعدادی از شهرهای اروپایی و آمریکای شمالی (به عنوان مثال اسپانیا، فرانسه، بریتانیا بین سال‌های ۲۰۰۸ و ۲۰۱۱) را فرا گرفت. فقدان مشارکت مولد جوانان در جامعه گسترده‌تر، که با سطوح بالای بیکاری و کم‌کاری مشخص می‌شود، تنها به این احساس بی حقوقی جوانان در انتخابات می‌افزاید.

### فقدان نوآوری
بحران اقتصادی منجر به کاهش رقابت جهانی شده‌است. خطر از دست دادن استعدادها و مهارت‌ها وجود دارد زیرا تعداد زیادی از فارغ التحصیلان دانشگاهی نمی‌توانند شغلی بیابند و دانش و توانمندی‌های خود را در تولید نوآوری و کمک به رشد اقتصادی به کار ببرند. کنار گذاشتن جوانان از بازار کار به معنای نداشتن تفکری باز و واگرا، خلاقیت و نوآوری است که به طوری طبیعی توسط جوانان ارائه می‌شود. این تفکر تازه برای کارفرمایان و برای پرورش طرح‌های جدید و ایده‌های نوآورانه ضروری است. بنابراین مبارزه با بیکاری جوانان کلید حفظ عملکرد اقتصادی یک کشور است.

### حبس و مرگ و میر
یک مطالعه در سال ۲۰۱۵ میلادی نشان داد که برنماه «Summer Youth Employment Program» شهر نیویورک احتمال زندانی شدن و احتمال مرگ و میر شرکت کنندگان را کاهش می‌دهد.

## آثار حداقل دستمزد
تحقیقات اقتصادی نشان می‌دهد که اعمال حداقل دستمزدها بیکاری جوانان را در بازارهای کار رقابتی برای نیروی کار غیرماهر جوانان افزایش می‌دهد و تأخیر در ورود به بازار کار (برای جوانانی که قادر به دستیابی به شغل نیستند) منجر به کاهش فرصت‌های آموزشی و در نتیجه کاهش درآمد مادام العمر در بازار کار می‌شود. با این حال، تحقیقات همچنین نشان می‌دهد که «تحمیل حداقل دستمزد ممکن است درآمد جوانان شاغل را، صورتی که ساعات کار آنها در پاسخ به اعمال قوانین حداقل دستمزد کاهش نیابد، افزایش دهد». همچنین، «حداقل دستمزد ممکن است درآمد کل جوانان را افزایش دهد، در صورتی که سود برای کسانی که کار بیشتری می‌کنند بیشتر از ضرر کسانی باشد که نمی‌توانند کار پیدا کنند.» به عنوان یک اقدام سیاستی برای حمایت از کارگران جوان غیرماهر، اقتصاددان شارلین ماری کالنکوسکی پیشنهاد می‌کند که «به جای حداقل دستمزد، سیاست گذاران باید از ابزارهای تحریف کننده کمتری برای حمایت از کارگران جوان غیرماهر مانند کمک‌های نقدی یا غیرنقدی استفاده کرد.»

## راه حل‌های احتمالی

### نقش سیاست‌ها و نهادهای بازار کار

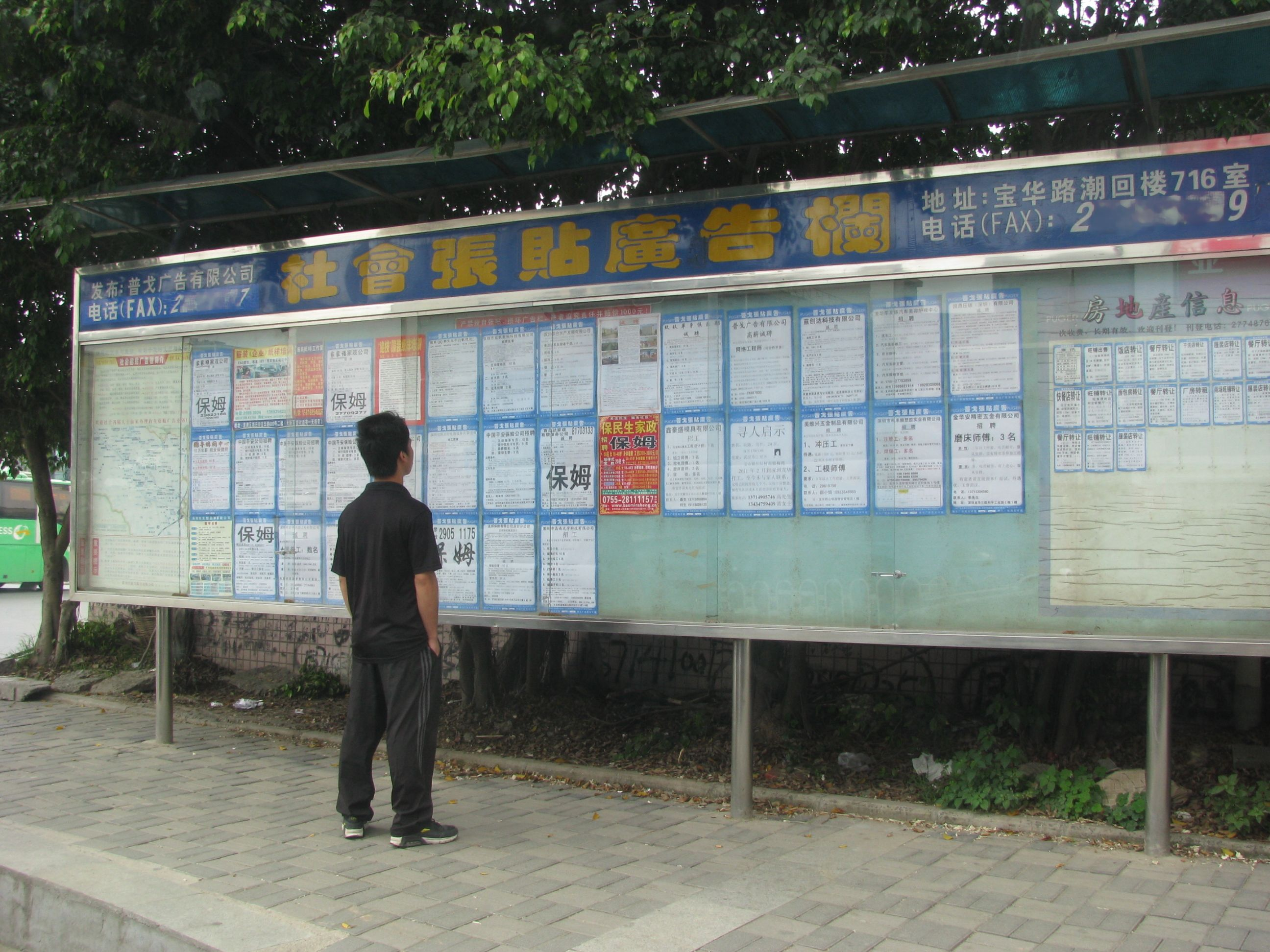
یک تابلوی تبلیغاتی برای استخدام در شنژن

نهادها و سیاست‌های بازار کار به قوانین، سازمان‌ها و ساختارهای مختلفی اطلاق می‌شود که بازار کار را تنظیم می‌کنند و هدفشان بهبود کارایی آن است. این مؤسسات نقش مهمی در شکل دادن به پویایی اشتغال، دستمزدها و حقوق کارگران دارند.نقش نهادها و سیاست های بازار کار در طول تاریخ اقتصاد کار بسیار مورد توجه قرار گرفته است. نهادهای بازار کار مسئولیت طیف وسیعی از سیاست‌ها، مقررات و سازمان‌هایی را بر عهده دارند که بر بازار کار تأثیر می‌گذارند، اگرچه تأثیر آنها بر اشتغال بسته به مؤسسات خاص و زمینه اقتصادی در کشورهای مختلف می‌تواند متفاوت باشد.
از زمان بحران اقتصادی در سال 2008، نرخ بیکاری جوانان اروپا به طور مداوم در حدود 20 درصد بالا بوده است. اکثر کشورهای اروپایی هر ساله منابع قابل توجهی را صرف برنامه های فعال بازار کار (ALMP) با هدف بهبود وضعیت بیکاری جوانان می کنند. از جمله رایج ترین برنامه های مورد استفاده دوره های آموزشی، کمک و نظارت کاریابی، اشتغال یارانه ای و برنامه های کار عمومی است.

### آموزش فنی و حرفه ای و TVET

آموزش فنی و حرفه ای به عنوان نسبتی از تمام برنامه‌های متوسطه دوم

این مورد در چند سال گذشته در مورد نیاز به ارائه آموزش‌های فنی به جوانان برای آماده‌سازی آنها به‌طور خاص برای یک شغل مطرح شده‌است. آموزش فنی و حرفه ای و حرفه ای به حل بحران مهارتی کمک می‌کند. برخی از کشورها - از جمله سوئیس، هلند، سنگاپور، اتریش، نروژ و آلمان - در توسعه آموزش حرفه ای به‌طور قابل توجهی موفق بوده‌اند - و بیکاری جوانان را به نصف میانگین OECD کاهش داده‌اند.
معمولاً سه دلیل اصلی برای اینکه چرا آموزش حرفه ای باید بخشی از برنامه‌های سیاسی برای مبارزه با بیکاری جوانان باشد ارائه می‌شود:
- اول، مطالعات موردی نشان می‌دهد که برنامه‌های قوی آموزش حرفه ای باعث کاهش بیکاری و افزایش دستمزدها می‌شود. طیف وسیعی از مطالعات کشوری به‌طور مداوم ارتباط بین تکمیل آموزش حرفه ای و کاهش احتمال بیکاری و درآمد بالاتر را نشان داده‌است.[۵۷] در کشورهایی که ثبت نام در آموزش حرفه ای درون شرکتی کمتر از ۱۵ درصد است، احتمال بیکار شدن جوانان دو برابر کشورهایی است که ثبت نام بالای ۱۵ درصد است.[۵۸]
- دوم، آموزش حرفه ای بهره‌وری کارفرمایان را افزایش می‌دهد. طیف وسیعی از مطالعات در سراسر کشورها نشان داده‌است که سرمایه‌گذاری بیشتر در آموزش حرفه ای با افزایش بهره‌وری مرتبط است.[۵۸]
- سوم، آموزش حرفه ای مزایای اجتماعی قابل توجهی دارد: آموزش حرفه ای در مطالعات با بهبود برابری درآمد، شمول اجتماعی بیشتر، نرخ کمتر جرم و جنایت و بهبود سلامت و رفاه مرتبط است.[۵۹] تا جایی که آموزش حرفه ای بیکاری را کاهش می‌دهد، مزایای اجتماعی گسترده‌تری را نیز به همراه دارد.

مهارت‌های اساسی نیز به عنوان کلید انتقال موفقیت‌آمیز به کار شناسایی شده‌اند. در کشورهای OECD، نتایج PISA نشان می‌دهد که تقریباً از هر پنج دانش‌آموز، یک دانش‌آموز به حداقل سطح مهارت‌های اولیه برای عملکرد در جوامع امروزی نمی‌رسد. به‌طور متوسط، ۲۰ درصد از جوانان قبل از اتمام دوره متوسطه بالا ترک تحصیل می‌کنند. هدف آموزش حرفه ای آموزش مهارت‌های اساسی و همچنین ارائه گزینه دیگری برای مسیرهای آموزش عمومی با آموزش‌های شغلی عملی است.
بسیاری از کشورهای جهان برنامه‌هایی را برای بهبود مهارت‌های جوانان و قابلیت اشتغال ارائه می‌دهند. یکی از آنها ترکیه است، که بر آموزش دانش آموزان با مهارت‌هایی متمرکز شده‌است که به آنها در اداره تجارت شخصی و همچنین کارآفرینی کمک می‌کند. بریتانیا و استرالیا تلاش کرده‌اند تا دوره‌های کارآموزی را مدرن کنند. در واقع از اینها برای ارائه آموزش برای جوانان در مشاغل غیر سنتی استفاده می‌شود. اقداماتی برای جوانان و اشتغال بر تسهیل انتقال از مدرسه یا آموزش به کار و شغل متمرکز شده‌است. (مانند اطلاعات شغلی، خدمات راهنمایی و مشاوره‌ای).

### آموزش مهارت‌های مختص قرن ۲۱
سیستم آموزشی نقش اصلی را در بحث دربارهٔ بحران بازار کار جوانان ایفا می‌کند. آنچه مشهود است این است که باید تغییرات عمده ای در آنچه آموزش می‌دهیم و در روش تدریس ما ایجاد شود. یکی از رویکردهای برجسته که توسط مربیان مختلف اتخاذ شده‌است، تغییر آموزش از آموزش دانش محور به آموزش مهارت محور است.

### کارآفرینی

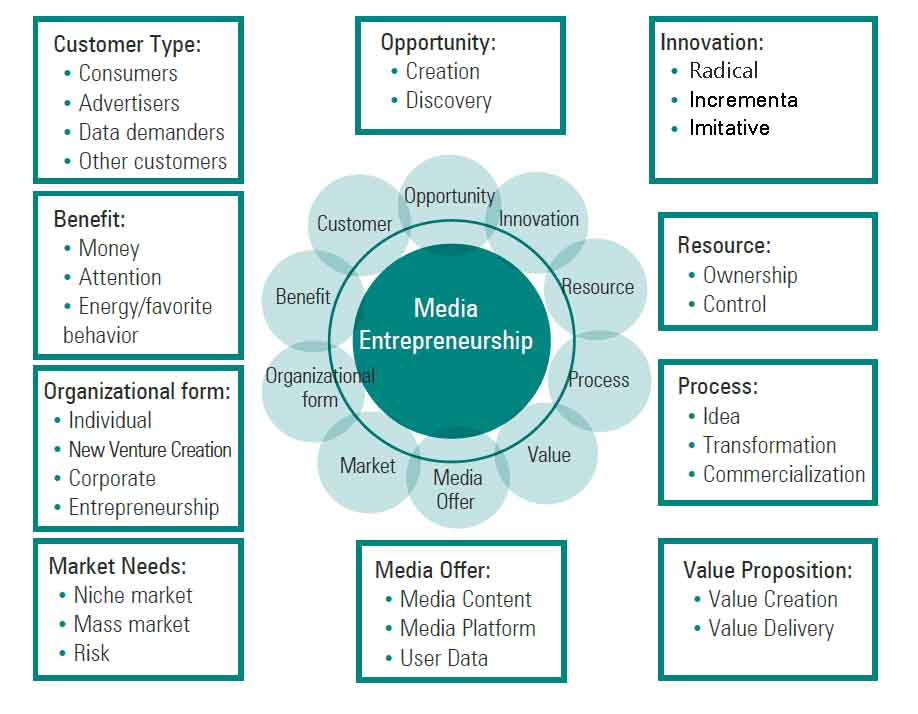
تعریف کارآفرینی رسانه ای

با در نظر گرفتن نیاز به تقویت رقابت از طریق نوآوری و خلاقیت، مطالعات اخیر از کارآفرینی به عنوان راه حلی مناسب برای بیکاری جوانان حمایت کرده‌اند. با ساختار مناسب و تسهیل فرآیندهای اداری، جوانان می‌توانند بنگاه‌هایی را به عنوان ابزاری برای یافتن و ایجاد مشاغل جدید ایجاد کنند. بر اساس گزارش OECD، شرکت‌های کوچک و متوسط با ۳۳ درصد از مشاغل ایجاد شده در ده سال گذشته، کارفرمایان اصلی امروزی هستند. این نشان می‌دهد که شرکت‌های بزرگ دیگر منابع اصلی اشتغال را نمایندگی نمی‌کنند و نیاز به آماده‌سازی جوانان برای فرهنگ کارآفرینی وجود دارد. این جایگزین اغلب به عنوان راهی برای توانمندسازی جوانان برای در دست گرفتن آینده خود در نظر گرفته می‌شود: این به معنای سرمایه‌گذاری در آموزش مهارت‌های رهبری و مدیریتی است که برای تبدیل شدن به مبتکر و کارآفرین نیاز دارند. این مهارت‌ها نیز عبارتند از: ارتباط، کار تیمی، تصمیم‌گیری، مهارت‌های سازمانی و اعتماد به نفس.
این راه حل با بازار کار و مقررات مرتبط است، زیرا اصلاحات زیادی هنوز اجرا نشده‌است تا اطمینان حاصل شود که بازار به اندازه کافی انعطاف‌پذیر است تا جوانان را برای ایجاد شرکت تشویق کند. مالیات هدفمند و مشوق‌های تجاری برای حمایت از کارآفرینان جوان در ایجاد و گسترش کسب و کارشان کلیدی است.
یک مرور سیستماتیک شواهد مربوط به اثربخشی انواع مختلف مداخلات را برای بهبود نتایج بازار کار جوانان ارزیابی کرد. شواهد نشان می‌دهد که مداخلات اشتغال جوانان به‌طور کلی باعث افزایش اشتغال و درآمد می‌شود، اما اثرات آن اندک و بسیار متغیر است. این بررسی نشان داد که مداخلات با هدف ارتقای کارآفرینی و آموزش مهارت‌ها عمدتاً تأثیرات مثبت و برخی از نظر آماری معنادار را نشان می‌دهد، در حالی که برنامه‌های ارائه خدمات اشتغال و اشتغال یارانه‌ای تأثیرات ناچیزی را نشان می‌دهند. همچنین به نظر می‌رسد اثربخشی به جنبه‌های زمینه ای از جمله کشور، طراحی برنامه و ویژگی‌های گیرندگان بستگی دارد.

### کمک به جوانان در گذار به دنیای کار
تعدادی از مطالعات نشان داده‌اند که جوانان در مورد فرصت‌های مرتبط با کار، مهارت‌های لازم و مسیرهای شغلی به اندازه کافی توصیه و راهنمایی نمی‌شوند. راهنمایی شغلی با کیفیت خوب همراه با چشم‌انداز بازار کار باید به جوانان کمک کند تا انتخاب‌های شغلی بهتری داشته باشند. برخی از جوانان رشته‌ای را انتخاب می‌کنند که فرصت‌های کمی برای شغل‌های آینده ایجاد می‌کند. دولت‌ها، کارفرمایان و مربیان باید با یکدیگر همکاری کنند تا مسیرهای روشن تری را برای جوانان فراهم کنند. به‌طور مشابه، برنامه‌هایی باید برای انتقال بهتر جوانان به دنیای کار ایجاد شود. سیستم‌های آموزش حرفه ای و کارآموزی نشان داده‌اند که تمرین و آموزش در حین کار می‌تواند تأثیر مثبتی داشته باشد.